# Maximiliano Richeze
Maximiliano Richeze est un coureur cycliste argentin né le 7 mars 1983 à Tandil. Il a notamment remporté deux étapes du Tour d'Italie 2007 et plusieurs titres de champion panaméricain sur route et sur piste.
Ses frères Mauro, Roberto et Adrián sont également coureurs.

## Biographie
Maximiliano Richeze s'illustre dans un premier temps en cyclisme sur piste. En 2002, il obtient deux médailles d'argent aux Jeux sud-américains (kilomètre et vitesse par équipes), puis se classe 23e du kilomètre aux mondiaux. L'année suivante, il est champion d'Argentine du kilomètre.
Sur route, il gagne en 2004 une étape de la Vuelta Ciclista Lider al Sur, puis est champion panaméricain sur route espoirs l'année suivante. Remarqué à l'occasion de sa victoire sur le Circuito del Porto-Trofeo Arvedi en 2005, il passe professionnel sur route en 2006 dans l'équipe Ceramica Panaria-Navigare. Il s'illustre dès sa première saison en remportant au sprint une étape du Tour de Langkawi. Il dispute son premier grand tour avec le Tour d'Italie en 2006 et se classe six fois dans le top 10 des arrivées au sprint. La saison 2007 est celle de la révélation pour Richeze. Vainqueur d'une nouvelle étape du Tour de Langkawi et d'une étape du Tour du Trentin, il profite de l'abandon des principaux sprinteurs pour terminer deuxième derrière Alessandro Petacchi des 18e et 21e étapes du Tour d'Italie. Il est finalement déclaré vainqueur de ces deux étapes après la disqualification pour dopage de Petacchi. Il remporte également une étape du Tour de Luxembourg. 
La saison 2008 commence sur le même rythme. Troisième du Trofeo Laigueglia, il remporte une étape du Circuit de la Sarthe et deux étapes du Tour de Turquie. Cependant, le 11 avril 2008, il fait l'objet d'un contrôle antidopage positif à un anabolisant lors du Circuit de la Sarthe, annoncé en mai juste avant le départ du Tour d'Italie 2008. Suspendu pendant trois mois par son équipe, il est blanchi le 13 août par la fédération argentine, qui estime que le contrôle positif a été causé par un complément alimentaire périmé. Cependant, l'Union cycliste internationale fait appel auprès du  Tribunal arbitral du sport qui le suspend deux ans jusqu'au 9 mai 2010. 
Après la fin de sa suspension, il rejoint en 2011 l'équipe de troisième division D'Angelo & Antenucci-Nippo. Durant deux saisons, il obtient de très nombreux succès en Asie et en Europe de l'Est, mais aussi quatre étapes du Tour du Venezuela. Il est également champion panaméricain sur route en 2012.
Grâce à ses bons résultats, Richeze obtient un contrat en 2013 avec l'UCI ProTeam Lampre-Merida emmenée par Alessandro Petacchi. Cette année, il gagne deux médailles d'or aux championnats panaméricains sur piste de Mexico 2013 (poursuite par équipes et scratch).
En 2016, il rejoint l'équipe belge  Etixx-Quick Step, où il doit protéger Marcel Kittel et Fernando Gaviria. Il remporte en juin au sprint la 3e étape du Tour de Suisse, sa première victoire World Tour. À l'instar de Julian Alaphilippe et Fernando Gaviria, le coureur argentin fait le choix de prolonger son contrat avec Quick-Step Floors en août 2017. En 2018, il gagne une étape du Tour de Turquie. En 2019, il s'adjuge la médaille d'or dans la course sur route des Jeux panaméricains et devient pour la première fois champion d'Argentine sur route. 
Après quatre ans avec cette équipe, il signe avec UAE Emirates en 2020, dont il avait été membre auparavant lorsqu'elle s'appelait encore Lampre.
En 2022, après deux ans passés chez UAE Emirates, il ne retrouve pas de formation européenne, évoluant au plus haut niveau. Il s'engage alors avec l'équipe continentale argentine Chimbas Te Quiero, avec l'intention de rester compétitif, dans l'espoir de recevoir un appel d'Europe, lui permettant de participer aux plus grandes compétitions internationales pour sa dernière saison professionnelle. Il s'illustre dès la première semaine de janvier en remportant le prologue du Giro del Sol. Finalement, le 18 janvier, il signe un nouveau contrat avec l'équipe UAE Emirates jusqu'en mai 2022, où il remplace le sprinteur colombien Álvaro Hodeg, qui est absent pour le début de saison en raison d'une blessure à la cheville et au poignet. Richeze continue finalement à courir au sein de l'équipe au delà de cette date.

## Palmarès et classements mondiaux sur route

### Palmarès
- 2003
  - 6e étape de la Doble Bragado
  - 2e de la Doble Bragado
- 2004
  - 2e étape de la Doble Bragado
  - 2ea étape de la Vuelta Ciclista Lider al Sur
  - Circuito del Termen
  - GP Berco
  - Coppa Messapica
  - Milan-Bologne
  - 3e de la Coppa Città di Melzo
- 2005
  -  Champion panaméricain sur route espoirs
  - 9e étape du Tour de San Juan
  - 1re et 6eb étape de la Doble Bragado
  - Circuito del Porto-Trofeo Arvedi
  - Trofeo Comune di Cafasse
  - Trofeo Cantina Sociale
  - 5e étape du Tour de Vénétie et des Dolomites
  - Astico-Brenta
  - Circuito Alzanese
  - 2e du championnat d'Argentine sur route espoirs
  - 2e de la Piccola Coppa Agostoni
  - 3e de La Bolghera
  - 3e de la Medaglia d'Oro Pietro Palmieri
- 2006
  - 1re étape du Tour de Langkawi
- 2007
  - 1re étape du Giro del Sol San Juan
  - 4e étape du Tour de San Juan
  - 2e étape du Tour de Langkawi
  - 4e étape du Tour du Trentin
  - 18e et 21e étapes du Tour d'Italie
  - 1re étape du Tour de Luxembourg
  - 2e du Giro del Sol San Juan
- 2008
  - 3e étape du Tour de San Luis
  - 4e étape du Circuit de la Sarthe
  - 6e[7] et 7e étapes du Tour de Turquie
  - 2e du Memorial Viviana Manservisi
  - 3e du Trofeo Laigueglia
- 2011
  - Prologue du Tour de Kumano
  - 1re, 6e et 7e étapes du Tour de Slovaquie
  - Grand Prix Campagnolo
- 2012
  -  Champion panaméricain sur route
  - 2e, 7e et 9e étapes du Tour de Mendoza
  - 2e étape du Tour du Japon
  - 1re étape du Tour de Kumano
  - 1re, 5e et 6e étapes du Tour de Serbie
  - 1re, 7e, 8e et 10e étapes du Tour du Venezuela
  - Tour de Hokkaido :
    - Classement général
    - 2e et 3e étapes

  - 2e de l'UCI America Tour
  - 2e du Grand Prix Campagnolo
  - 3e du Tour de Corée
- 2013
  - Prologue du Tour de San Juan
- 2016
  - 1re étape du Tour de San Luis (contre-la-montre par équipes)
  - 3e étape du Tour de Suisse
  - 2e du Grand Prix de Francfort
  - 3e du Grand Prix Impanis-Van Petegem
- 2017
  - 6e et 7e étapes du Tour de San Juan
  - 6e de la EuroEyes Cyclassics
- 2018
  - 4e étape du Tour de San Juan
  - 1re étape du Tour de Turquie
  - Doble Difunta Correa
  -  Médaillé d'argent des championnats panaméricains
- 2019
  -  Champion d'Argentine sur route
  -  Médaillé d'or de la course en ligne aux Jeux panaméricains
- 2022
  - Prologue du Giro del Sol San Juan

### Résultats sur les grands tours

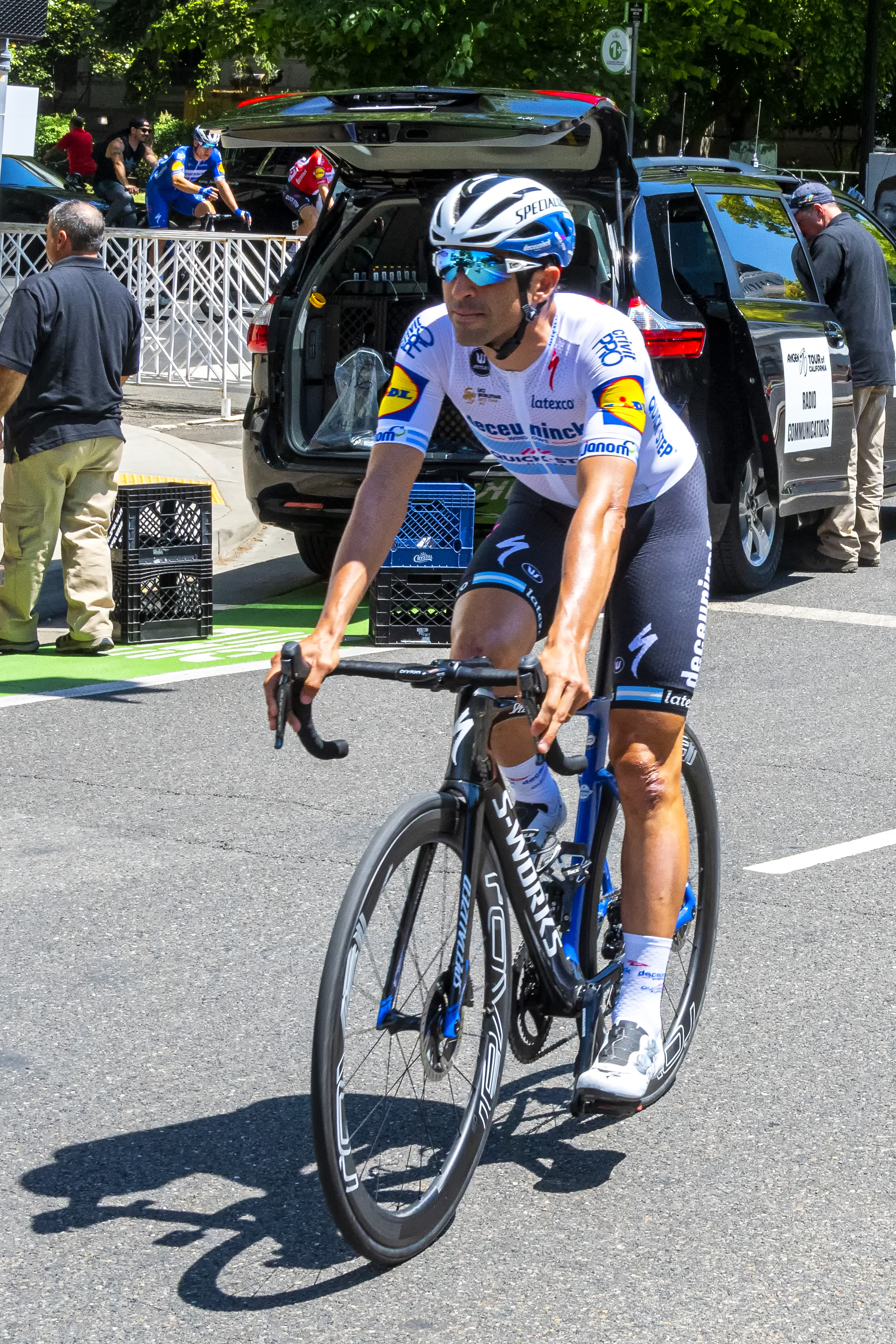
Maximiliano Richeze vêtu de son maillot de champion d'Argentine au Tour de Californie 2019.

#### Tour de France
4 participations
- 2014 : non-partant (6e étape)
- 2016 : 144e
- 2018 : 135e
- 2019 : 149e

#### Tour d'Italie
8 participations
- 2006 : 138e
- 2007 : 92e, vainqueur des 18e et 21e étapes
- 2008 : abandon
- 2015 : 127e
- 2017 : 148e
- 2020 : abandon (16e étape)
- 2021 : 137e
- 2022 : 142e

#### Tour d'Espagne
4 participations
- 2013 : 141e
- 2014 : 138e
- 2015 : 152e
- 2019 : 148e

### Classements mondiaux
| Année                                 | 2005 | 2006 | 2007 | 2008 | 2009 | 2010 | 2011 | 2012 | 2013 | 2014 | 2015 | 2016 | 2017 | 2018  | 2019 | 2020  | 2021  | 2022 | 2023  |
| ------------------------------------- | ---- | ---- | ---- | ---- | ---- | ---- | ---- | ---- | ---- | ---- | ---- | ---- | ---- | ----- | ---- | ----- | ----- | ---- | ----- |
| UCI World Tour                        |      |      |      |      |      |      |      |      | 104e | 235e | 190e | 141e | 118e | 167e  |      |       |       |      |       |
| Classement mondial                    |      |      |      |      |      |      |      |      |      |      |      | 142e | 179e | 212e  | 233e | 1696e | 1422e | nc   | 1910e |
| UCI Europe Tour                       | 345e | 300e | 162e | 56e  | nc   | nc   | 136e | 82e  |      |      |      | 92e  | 406e | 1289e |      |       |       |      |       |
| UCI Asia Tour                         | nc   | 35e  | 16e  | nc   | nc   | nc   | 81e  | 9e   |      |      |      | 295e | nc   | nc    |      |       |       |      |       |
| UCI America Tour                      | nc   | nc   | nc   | 158e | nc   | nc   | 133e | 2e   |      |      |      | 371e | 146e | 5e    | 17e  | 160e  | 224e  | nc   | nc    |
|                                       |      |      |      |      |      |      |      |      |      |      |      |      |      |       |      |       |       |      |       |
| Légende : nc = non classéSource : UCI |      |      |      |      |      |      |      |      |      |      |      |      |      |       |      |       |       |      |       |

## Palmarès sur piste

### Championnats du monde
- Ballerup 2002
  - 23e du kilomètre[8].
- Saint-Quentin-en-Yvelines 2015
  - 13e de la poursuite par équipes

### Championnats panaméricains
- Mexico 2013
  -  Médaillé d'or de la poursuite par équipes
  -  Médaillé d'or de la course scratch

### Jeux panaméricains
- Toronto 2015
  -  Médaillé d'argent de la poursuite par équipes

### Jeux sud-américains
- Curitiba 2002
  -  Médaillée d'argent du kilomètre[9]
  -  Médaillée d'argent de la vitesse par équipes[9]

### Championnats nationaux
- 2002
  -  Champion d'Argentine du kilomètre
- 2003
  -  Champion d'Argentine du kilomètre